# Izabela
Izabela – spolszczenie imienia Isabel, tj. albo średniowiecznego oksytańskiego, następnie rozpowszechnionego w Hiszpanii i szerzej w Europie Zachodniej odpowiednika imienia Elżbieta, pochodzącego od hebrajskiego אלישבע (Wj 6,23) eliszewa („mój Bóg przysięgą”), albo pochodzi ono od imienia biblijnej królowej Jezabel, której imię oznacza w hebrajskim „wywyższona przez Baala”. 
W Polsce imię to pojawiło się razem z wpływami francuskimi, a pierwszą znaną Polką noszącą to imię była Izabela Jagiellonka (1519–1559), nazwana tak na cześć swojej babki, Izabeli Aragońskiej. Z czasem stało się modne i Elżbiety nazywano niekiedy Izabelami, np. Izabela Czartoryska w rzeczywistości nosiła imię Elżbieta. Bywa zapisywane również jako Izabella. Zdrobnienia tego imienia to Iza i Bella.
W 2019 Izabela zajmowała 43. miejsce na liście najpopularniejszych imion żeńskich w Polsce, odnotowując 145 060 nadań. Ponadto w rejestrze PESEL występowały także m.in. formy: Izabella (137. miejsce, 12 572 nadań), Isabella (420 nadań), Isabelle (112 nadań), Isabel (99 nadań), Isabell (52 nadania), Isabela (26 nadań), Izabel (13 nadań), Izabell (9 nadań) i Izabelle (3 nadania). Wśród imion nadawanych nowo narodzonym dzieciom, Izabela zajmowała wówczas 51. miejsce w grupie imion żeńskich (862 nadania). 
Osoby o imieniu Izabela imieniny obchodzą: 4 stycznia, 23 lutego, 16 marca, 14 lipca i 3 września.

## Odpowiedniki w innych językach
- angielski: Isabelle
- esperanto: Izabela[9]

## Osoby noszące imię Izabela

### Błogosławione i święte o tym imieniu
- św. Izabela (Elżbieta) Aragońska – królowa Portugalii
- bł. Izabela Francuska – córka króla Francji
- w mariawityzmie: św. Antonina Maria Izabela Wiłucka-Kowalska – pierwsza polska biskupka[a]

### Inne znane osoby o imieniu Izabela i Izabella
- Izabela z Asturii – królowa Portugalii
- Izabela Glücksburg – księżniczka duńska
- Izabela z Lusignan – regentka Królestwa Jerozolimskiego
- Izabela I Katolicka – królowa hiszpańska
- Izabela II – królowa hiszpańska
- Isabel Abedi – niemiecka pisarka
- Isabelle Adjani – francuska aktorka
- Isabel Allende – chilijska pisarka
- Izabela Bełcik – polska siatkarka
- Izabela Ceglińska – polska skrzypaczka
- Isabel Cueto – niemiecka tenisistka
- Izabela Czartoryska – polska pisarka, mecenaska sztuki
- Izabela Dylewska – polska kajakarka
- Izabela Filipiak – polska pisarka
- Izabela Jagiellonka – królowa Węgier
- Izabela Jaruga-Nowacka – polska polityk
- Izabela Kasprzyk – polska siatkarka
- Izabella Klebańska – pisarka dla dzieci, muzyk
- Izabela Kloc – polska polityk
- Izabela (Iza) Kozłowska-Berson – polska aktorka
- Izabella Krzan – polska modelka
- Izabela Kuna – polska aktorka
- Izabela Leszczyna – polska polityk
- Izabella Miko – polska aktorka
- Izabella Olejnik – polska aktorka
- Izabela Opęchowska – Miss Polonia z roku 1998
- Isabella Rossellini – amerykańska aktorka
- Izabela Skrybant-Dziewiątkowska – polska piosenkarka, wokalistka Tercetu Egzotycznego
- Izabela Sowa – polska pisarka
- Izabela Szolc – polska pisarka
- Izabella Scorupco – polska aktorka
- Izabella Sierakowska – polska polityk
- Izabela Trojanowska – polska wokalistka, aktorka
- Izabela Zwierzyńska – polska aktorka

### Postacie fikcyjne
- Izabela Łęcka – jedna z głównych postaci powieści Lalka Bolesława Prusa
- Isabela z Rivain – piratka, jedna z towarzyszy Hawkego w uniwersum serii Dragon Age
- Isabella Swan – główna postać sagi Zmierzch, ludzka dziewczyna zakochana w wampirze
- Izabela Garcia-Shapiro – jedna z bohaterek animowanego serialu Fineasz i Ferb.